# Enarmonia cassiana
Enarmonia cassiana is een vlinder uit de familie van de bladrollers (Tortricidae). De wetenschappelijke naam van de soort is voor het eerst geldig gepubliceerd in 1952 door Da Costa Lima.